# Carne

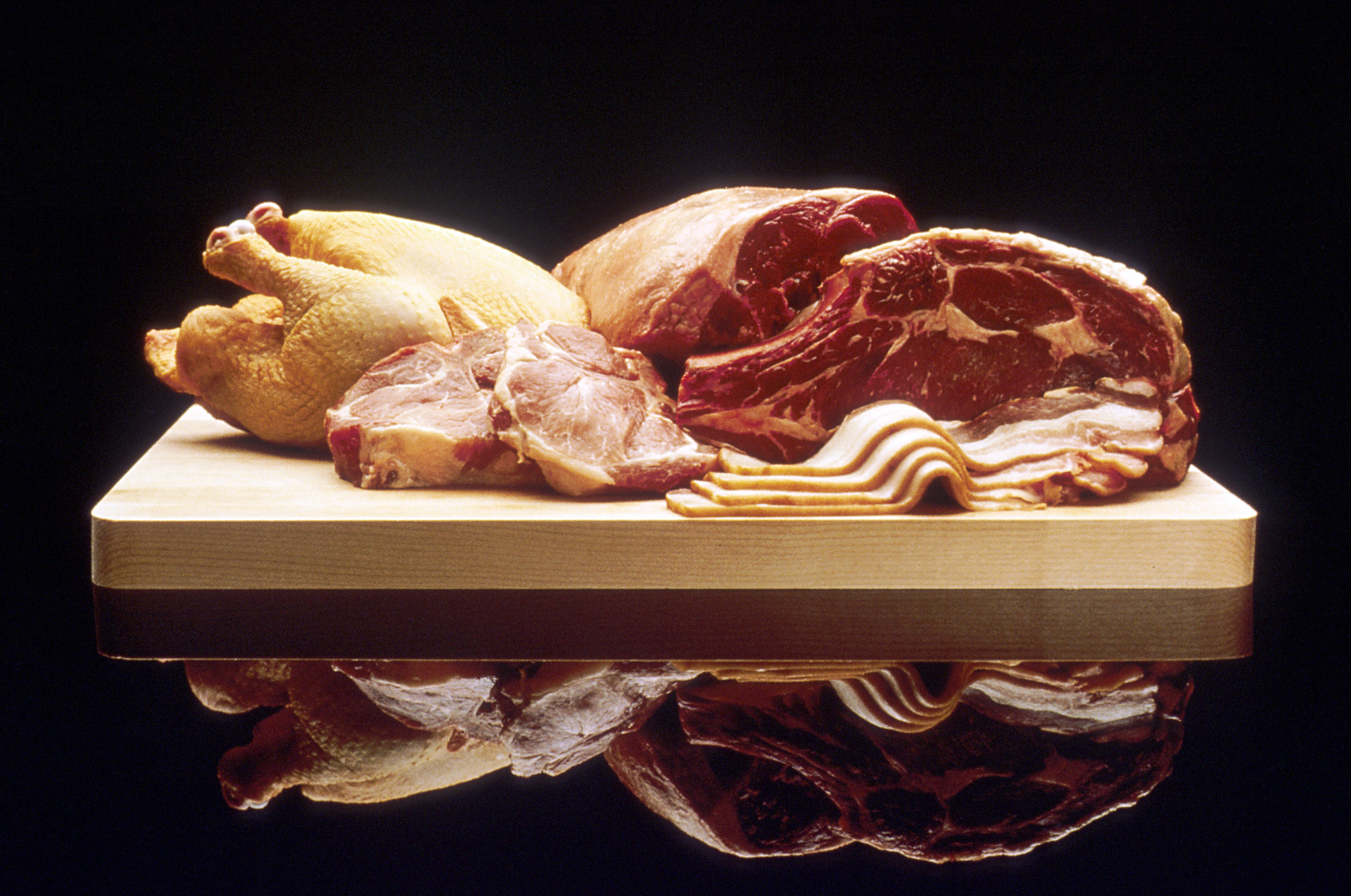
Vari tipi di carne

La carne è la parte commestibile degli animali omeotermi, e può comprendere vari tagli, principalmente tessuto muscolare e grasso, ma anche organi interni o frattaglie.
Nel linguaggio comune e in molte normative il termine esclude i prodotti ittici e della pesca. Comunemente per "pesce" si intende la carne dei pesci.

## Etimologia
La parola etimologicamente deriva dal latino car-nem che, come il greco kείρω, deriva dalla radice indoeuropea ker "tagliare". Il termine, a livello normativo può differire da quello di uso comune o specialistico. Oltre al concetto religioso, espressioni come "carne umana"; riferita all'antropofagia, o quando la parola è riferita a specie non commestibili, assume connotati diversi da quelli merceologici.

## Il termine secondo la normativa europea
Nel 2004 il Consiglio Europeo ha definito il termine "carne" dal punto di vista alimentare, chiarendo che per "carne" si intendono tutte le parti commestibili, compreso il sangue, di alcuni animali terrestri suddivisi nelle seguenti categorie:
- ungulati domestici: bovini, bufali, bisonti, suini, ovini, caprini ed equini domestici
- pollame: volatili d'allevamento, anche non domestici, con l'eccezione dei ratiti (struzzi e simili)
- lagomorfi: conigli, lepri e roditori
- selvaggina, suddivisa in 5 tipologie comprensiva dei ratiti e simile "selvaggina da allevamento"

Il provvedimento considera le carni di molluschi bivalvi, prodotti della pesca, rane e lumache come appartenenti a categorie diverse, come pure altri alimenti simili, classificati come "prodotti di origine animale".

## Aspetti merceologici
Le carni dei diversi animali hanno caratteristiche fisico-chimiche fra loro differenti, così come le carni di uno stesso animale a un diverso stadio della crescita.
In termini generali, la parte muscolare di un mammifero adulto è costituita da circa il 75% di acqua, il 19% di proteine, 2,5% di grasso intramuscolare, 1,2% di carboidrati e 2,3% di sostanze solubili non proteiche (composti azotati, creatinina, inosina monofosfato, amminoacidi e composti minerali inorganici), oltre a vitamine lipo- e idrosolubili, trascurabili in termini quantitativi.
Dal punto di vista merceologico, la qualità delle carni è definita da diversi fattori:
- colore, che varia in dipendenza della specie animale, del sesso (la carne degli individui di sesso maschile presenta un colore più vivo di quella delle femmine), dell'età (le carni degli adulti sono più scure di quelle dei giovani) e dell'alimentazione[4]. I principali fattori che determinano il colore sono la concentrazione di mioglobina (pigmento proteico di colore rosso), la struttura delle fibre muscolari e la quantità di grasso di marezzatura. Quando la mioglobina viene a contatto con l'ossigeno, si ossida convertendosi in ossimioglobilna che è di colore rosso brillante, una eccessiva ossidazione trasforma la mioglobina in metamioglobina, che conferisce alla carne un colore rosso scuro. Inoltre, carni con fibre muscolari ricche di mitocondri presentano una maggiore percentuale di fibre rosse di tipo ossidativo (tipiche di muscoli atti a operare nel tempo con continuità) e mostrano un colore più rosso (in quanto più ricche di mioglobina), mentre muscoli con una maggiore percentuale di fibre glicolitiche (caratteristiche dei muscoli che lavorano a scatti veloci in tempi brevi) sono più povere di mioglobina e si presentano più chiare[3].
- odore, variabile con la specie, l'età, il sesso e l'alimentazione dell'animale. Le carni fresche presentano in genere odore non forte, simile a quello dell'acido lattico, e nel quale si avvertono le sfumature dovute all'alimentazione. Tuttavia, alcune specie presentano aromi più forti: ad esempio, la carne di capra ha odore muschiato; quella di selvaggina, un caratteristico odore di selvatico. Un odore stantio denota la carne conservata troppo a lungo. L'odore putrido indica i processi di deterioramento delle proteine; l'odore rancido è dovuto alla degradazione dei grassi.
- sapore:Il sapore della carne varia con la specie. Anche l'età influenza questo parametro: le carni degli animali giovani hanno gusto più delicato rispetto a quelle degli individui adulti[4].
- consistenza, che dipende dall'età dell'animale. I muscoli degli individui giovani presentano consistenza minore di quelli degli adulti. Anche il grasso contribuisce a determinare questa caratteristica. Negli animali adulti, come il bue, il maiale, la capra, il cavallo, la carne si presenta quindi soda, mentre in quelli più giovani tenera[4].
- finezza: dipende dalla quantità e dal tipo di tessuto connettivo presente nei muscoli. Tagliando la carne trasversalmente si può osservare l'aspetto dei fasci muscolari riuniti in lobuli dal tessuto connettivo (grana). Le carni di cavallo e di vitello, morbide e vellutate, vengono considerate "finissime"; quelle di manzo e vitellone fini; quelle di bue, ruvide e asciutte, grossolane. La finezza delle carni dipende anche dalla tessitura, evidenziata dalla disposizione dei fasci muscolari e dalla quantità di tessuto connettivo interposto tra essi. Le carni di manzo hanno tessitura compatta, quelle di vacca poco compatta, quelle di vitello molto lassa[4].
- succosità: è dovuta all'acqua liberata dalla carne durante la masticazione. Dipende dallo stato delle proteine muscolari, dal grado di acidità, dalla durata della frollatura, e dalla quantità di grasso.

Tra questi aspetti, il colore è quello che definisce una prima suddivisione delle carni, in quanto la concentrazione di mioglobina determina una diversa colorazione delle carni.; in generale, si definiscono
- carni rosse, le carni degli animali da macello adulti come bue, cavallo, montone e di alcuni volatili come faraona, oca, piccione e anatra;
- carni bianche, quelle di pollo, tacchino, coniglio, quelle dei pesci e quelle degli animali giovani come agnello e capretto.
- carni rosate, le carni di suino e vitello.

In aggiunta a queste e a seconda degli usi locali, sono utilizzate per il consumo alimentare le carni di animali selvatici, come opossum, cervi, conigli, alci, caribù, orso, orso polare, foche, trichechi, cammello, bufali, roditori. Tali carni sono individuate comunemente come "selvaggina" e spesso denominate, sempre per il colore, carni nere.

## La lavorazione della carne
La carne viene lavorata e trattata prima di essere venduta e consumata. Infatti, avvengono i seguenti procedimenti:
- Gli animali ancora vivi vengono trasportati dalla cascina al mattatoio;
- Un veterinario controlla la salute degli animali;
- Gli animali vengono pesati;
- Gli animali vengono mandati alle stalle di riposo;
- Avviene il macello degli animali;
- Le pelli degli animali vengono portate nelle industrie della conceria, dove vengono successivamente lavorate;
- La carne viene portata in un luogo dove la temperatura è controllata e costante e dove rimane per 4/10 giorni per la sua "frollatura", processo che indica il suo ammorbidimento;
- La carne viene riposta in alcune celle frigorifere per essere conservata;
- Avviene, infine, il trasporto refrigerato tra 0 e 4 gradi alla grande distribuzione, dove la carne arriva in grandi pezzi. (mezzene)[8]

### Tagli di carne bovina
I tagli di carne bovina sono quelle parti dell'animale che vengono selezionate con il sezionamento delle carni al quale il bovino viene sottoposto durante il processo di macellazione, ma solo i pezzi migliori vengono riservati alla vendita.
I tipi di tagli si dividono generalmente in prima, seconda e terza categoria a seconda che facciano parte del quarto anteriore, posteriore o delle parti del collo, addome e sottospalle. Tuttavia i tipi di taglio variano da Paese a Paese e anche a seconda delle culture delle popolazioni dove avviene la macellazione.

### Tagli di carne suina
I tagli di carne suina sono parti del corpo del maiale che viene sezionato per usi culinari.

## Consumo e diffusione

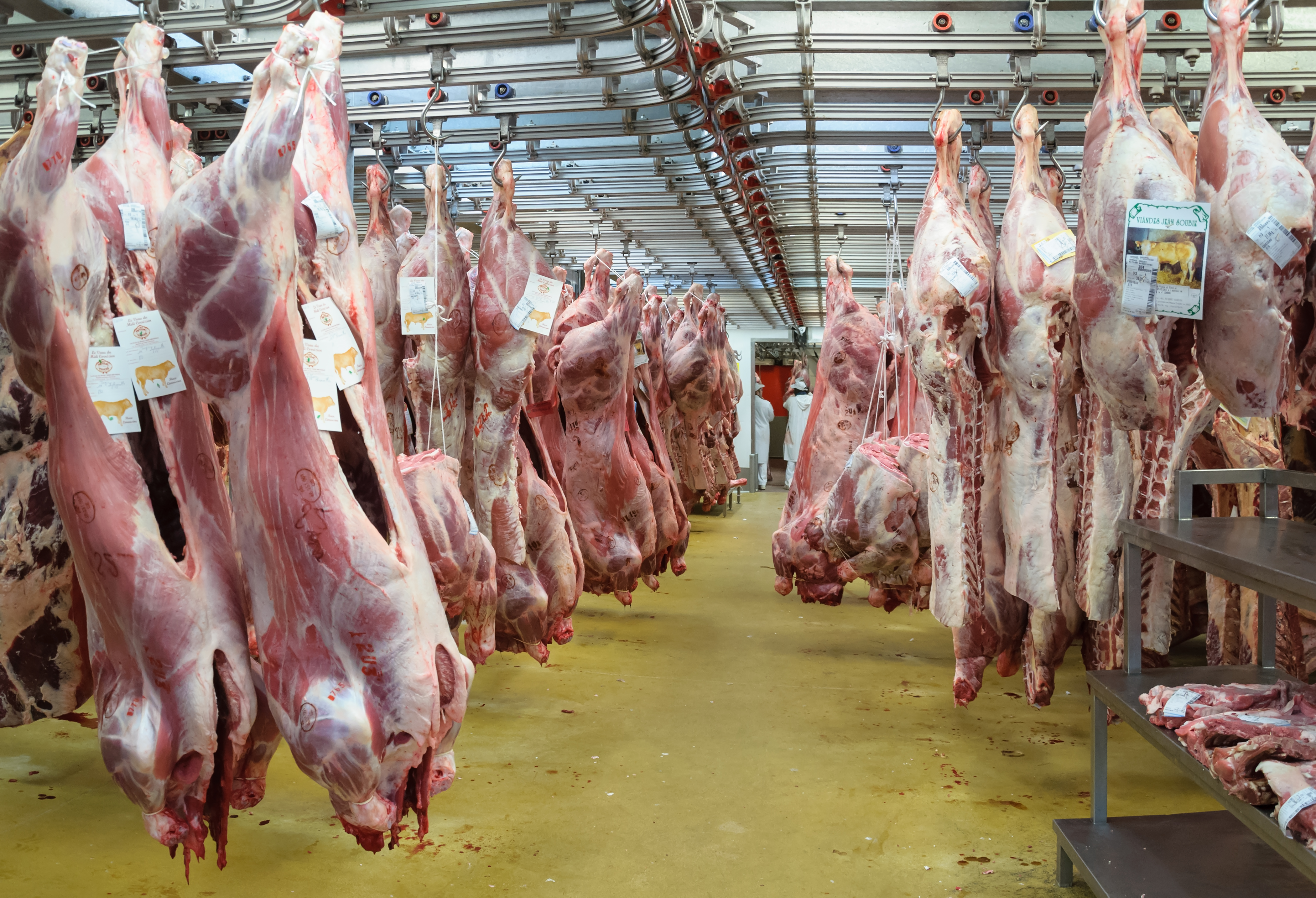
Carne in vendita nel mercato internazionale all'ingrosso di Rungis, Francia

Nel totale delle carni consumate a livello mondiale la più diffusa è la carne suina, seguita dal pollame, dalla carne bovina e da quella ovina (vedi tabella seguente). L'importanza relativa di queste varie fonti di carne nella dieta varia da regione a regione e nelle diverse culture: alcuni tipi di carne, che possono essere rifiutate per varie ragioni in una cultura, sono pienamente accettate in altre: nel sub-continente indiano la carne bovina è economicamente e socialmente percepita come di seconda classe rispetto all'agnello, montone e pollame, mentre è vero il contrario nella maggior parte dei paesi industrializzati; molti occidentali aborriscono il pensiero di mangiare carne di cane o di cavallo, che viene invece gustata altrove. Lo stesso si può dire per la domanda relativa di interiora rispetto al muscolo, che varia nelle diverse regioni.
PRODUZIONE MONDIALE DI CARNE
| Tipo di carne | Produzione anno 2006 Milioni di Tonnellate |
| ------------- | ------------------------------------------ |
| Carne bovina  | 65,6                                       |
| Pollame       | 85,4                                       |
| Carne suina   | 101,7                                      |
| Carne ovina   | 13,3                                       |
| Altre carni   | 5,4                                        |
| Totale        | 271,5                                      |

L'attuale media globale dei consumi di carne è di circa 100 grammi al giorno per persona, ma con molte differenze (anche di 10 volte) tra le popolazioni ad alto consumo (principalmente abitanti i Paesi dell'Europa e quelli dell'America Latina) e quelle a basso consumo (popolazioni dei Paesi arabi, dell'Africa e, in generale, dei PVS).
CONSUMI GIORNALIERI PRO CAPITE DI CARNE
| Regione                                      | Consumi giornalieri di carne In grammi pro capite |
| -------------------------------------------- | ------------------------------------------------- |
| Africa                                       | 31                                                |
| Asia meridionale e orientale                 | 112                                               |
| Asia occidentale (compreso il Medio Oriente) | 54                                                |
| America Latina                               | 147                                               |
| Raggruppamenti                               |                                                   |
| Paesi in via di sviluppo (media)             | 47                                                |
| Paesi sviluppati (media)                     | 224                                               |
| Media Totale                                 | 101                                               |

## Qualità delle carni
Ci sono due aspetti principali che riguardano la qualità delle carni: la "qualità nutrizionale", che è un dato oggettivamente valutabile, e la "qualità organolettica" in parte valutabile oggettivamente e in parte ha valenza solo soggettiva, in quanto dipendente dalla qualità percepita dal consumatore (aroma, succosità, tenerezza e colore). Da quest'ultimo punto di vista, notevoli sono le differenze tra le preferenze degli individui, comprese le preferenze per tagli diversi di carne, magra o grassa, muscolare o frattaglie, metodi di cottura, ecc. Nei paesi industrializzati la domanda di quella che viene identificata come carne di qualità, così come la domanda di particolari qualità per una gamma di prodotti dell'industria di trasformazione della carne, implicano la scelta delle razze, la loro alimentazione e la gestione degli animali con allevamenti intensivi e l'uso di integratori alimentari appositamente formulati, con la tendenza a macellare animali giovani.
La domanda di qualità nella maggior parte delle regioni meno sviluppate del mondo è verso prodotti di origine animale di qualsiasi tipo. Gli animali vivono in condizioni di pascoli magri e crescono più lentamente, producendo grandi animali da macello, e la macellazione avviene normalmente su animali molto vecchi. Il risultato è che la carne è meno succosa e di una qualità che è notevolmente diversa da quella dei paesi industrializzati.

### Modificazionipost-mortem
Le modificazioni che si verificano post mortem, quando il muscolo è trasformato in carne, hanno un marcato effetto sulla qualità delle stesse. Dopo la macellazione, il glicogeno nei muscoli è trasformato in acido lattico che causa una diminuzione del pH da un valore iniziale di pH 6,8-7,3 a circa 5,4-5,8. Se gli animali sono stressati immediatamente prima della macellazione a causa di un lungo trasporto, digiuno prolungato o se vengono trattati in modo non adeguato, il glicogeno muscolare viene consumato a causa di un eccesso di produzione di adrenalina e cortisolo e il minor accumulo di acido lattico impedisce l'abbassamento repentino del pH causando anomalie nella carne che appare rossa, scura e disidratata. Questa condizione è definita DFD dark, firm and dry (it: scuro, consistente e asciutto) ed è caratterizzata da un pH elevato, superiore a 6. Le basse condizioni di acidità  (pH attorno a 6, quindi elevati valori di pH) favoriscono una rapida crescita e moltiplicazione batterica. Questa anomalia è presente principalmente nelle carni bovine e nelle carni di selvaggina (daino, cervo ecc.). Mentre nei suini a causa di geni si possono riscontrare carni cosiddette PSE caratterizzate da un colore pallido, aspetto molle ed essudativo (pale, soft, exudative = PSE) causato da un abbassamento repentino del pH già nelle prime ore dopo la macellazione. Queste carni non sono adatte per essere commerciate né trasformate. Un processo di maturazione adeguato durante la frollatura permette una adeguata proteolisi muscolare ad opera di enzimi proteolitici calcio dipendenti (calpaine) con conseguente intenerimento e formazione dell'odore tipico di questo prodotto. Dopo la macellazione, una volta esaurito il glicogeno nei tessuti, sopravviene il rigor mortis e l'intera carcassa diventa rigida, in quanto le fibre muscolari si contraggono a causa dello scorrimento dei filamenti di actina delle fibre tra i filamenti di miosina, accorciando le miofibrille. In tale condizione di rigidità la cottura della carne è molto difficile e per questo motivo le carni vengono lasciate "maturare" attraverso il processo di frollatura, che rappresenta il primo stadio chimico-fisico del processo proteolitico, che attraverso la parziale rottura enzimatica delle fibre muscolari consente che le stesse recuperino la loro estendibilità e le carni diventino più tenere. Normalmente il rigor mortis si completa in 12-24 ore e si risolve in un periodo che dipende dalla temperatura di conservazione. Normalmente le carni vengono conservate in celle frigorifere con temperature comprese tra 0 a 2 °C e pertanto il tempo di frollatura ideale va da 10 a 21 giorni a seconda della specie, razza e dei tagli anatomici considerati. Il processo di frollatura è più veloce nella carne di piccoli animali: maiale e agnello piuttosto che nel bovino, inoltre è più rapido negli animali giovani e più lento con l'aumentare dell'età. Le basse temperature in cui vengono conservate le carcasse preservano la carne da eventuali inquinamenti batterici, ma se la carcassa subisce un processo di raffreddamento troppo repentino, i muscoli possono subire un'estrema contrazione (cold shortening), che si traduce in carne molto dura anche nei giorni successivi al rigor mortis. Per evitare questi problemi la carcassa dev'essere raffreddata lentamente: la temperatura non deve scendere sotto i 10 °C, prima dell'inizio del rigor. Per raggiungere questo obiettivo la carcassa viene tenuta in apposite celle frigorifere chiamate pre-celle che hanno una temperatura intorno a 10 °C prima di essere stoccata nelle celle frigorifere vere e proprie a temperatura prossima allo 0 °C.
Animali vecchi hanno un alto contenuto di tessuto connettivo poco solubile e si rende necessaria pertanto una cottura prolungata.
Quindi è chiaro che in molte aree del pianeta le condizioni di produzione della carne sono avverse a una buona qualità di queste: trasporti su lunghe tratte con poche soste, stalle di scarsa qualità, scarsa igiene, mancanza di refrigerazione adeguata nelle fasi della macellazione, fattori che oltre a determinare un peggioramento della qualità organolettica a causa di possibili contaminazioni microbiche possono compromettere definitivamente la salubrità del prodotto con conseguenti rischi per la salute umana.

### Controlli sanitari
In Europa le carni dirette al consumo umano devono provenire da animali che siano stati sottoposti, a cura del veterinario ufficiale (in Italia dipendente dalla ASL), a visita ante mortem e a ispezione post mortem. La certezza che la macellazione dell'animale e la lavorazione delle carni siano avvenute sotto il controllo del veterinario ufficiale, che attesta la salubrità e l'idoneità delle carni stesse, è fornita dal bollo sanitario identificativo dello stabilimento di macellazione o del laboratorio di sezionamento, che viene applicato direttamente su ciascuna mezzena o sulle etichette per le carni confezionate.
L'Autorità competente a livello locale per il controllo sanitario delle carni è la ASL - Servizio Veterinario di Igiene degli Alimenti di Origine Animale, a cui appartengono i Medici Veterinari dirigenti, unica professionalità che può legalmente emettere il giudizio ispettivo sulla sanità e idoneità al consumo umano delle carni.

### Etichettatura
Negli esercizi di vendita al dettaglio (macellerie e supermercati), in osservanza di norme comunitarie e nazionali, devono essere fornite le seguenti informazioni obbligatorie.
Per i tagli di carne non preconfezionati venduti sfusi al taglio, mediante un cartello esposto sul banco di vendita recante:
- la denominazione di vendita (taglio di carne e specie animale);
- le modalità di conservazione, ove necessario.

Per i tagli di carne preincartati nell'esercizio di vendita venduti a libero servizio, mediante un cartello esposto sul banco di vendita recante:
- la denominazione di vendita (taglio di carne e specie animale);
- le modalità di conservazione, ove necessario;
- lotto di produzione e/o confezionamento;
- data di scadenza.

Per la carne confezionata, mediante un'etichetta recante:
- marchio di identificazione (bollo sanitario) dello stabilimento che ha effettuato il sezionamento e il confezionamento[18];
- ragione sociale e sede dello stabilimento;
- denominazione commerciale: specie, categoria e taglio;
- data di confezionamento;
- lotto di produzione;
- data di scadenza
- modalità di conservazione, ove necessario;
- peso netto.

Per le carni bovine esiste un sistema di "etichettatura di rintracciabilità", per cui devono essere riportate obbligatoriamente anche le seguenti informazioni aggiuntive.
Per i tagli di carne non preconfezionati venduti sfusi al taglio, mediante un cartello esposto sul banco di vendita recante:
- codice di riferimento che rappresenta il nesso tra il taglio di carne al banco e l'animale o il gruppo di animali macellato
- Paese di nascita
- Paese o Paesi di ingrasso
- Paese di macellazione e numero di riconoscimento dello stabilimento di macellazione
- Paese di selezionamento delle carni e numero di riconoscimento del laboratorio.

Inoltre, il cartellino o le etichette per le carni esposte al pubblico devono recare il prezzo unitario per chilogrammo, la specie e lo stato fisico (fresche, congelate, scongelate).
Le specie sono:
- bovine: vitello o bovino adulto
- bufaline
- suine
- ovine: agnello o ovino adulto
- caprine: capretto o caprino adulto
- avicunicole: pollo, coniglio e altri.

È previsto anche un "sistema facoltativo di etichettatura" per cui con le stesse modalità di cui sopra possono essere fornite altre informazioni riguardanti:
1. l'età dell'animale, la data di macellazione e/o di preparazione delle carni, il periodo di frollatura
2. l'azienda di nascita e/o di allevamento, le tecniche di allevamento, i metodi di ingrasso, le indicazioni relative all'alimentazione
3. la razza o tipo genetico
4. eventuali altre informazioni contenute nell'eventuale disciplinare approvato dal Ministero delle Politiche Agricole e Forestali.

L'etichettatura delle carni provenienti da un animale, nato, ingrassato e macellato in Italia può riportare l'indicazione "Carni di bovino nato, ingrassato e macellato in Italia" oppure la dizione "origine Italia".
Se le confezioni di carni contengono pezzi provenienti da bovini diversi, l'etichettatura reca, oltre le informazioni obbligatorie, esclusivamente le indicazioni comuni a tutte le carni.
Il cartellino o l'etichetta devono essere esposti al pubblico recando il prezzo unitario per chilogrammo, la specie e lo stato fisico della carne (fresca o congelata).

### Principali frodi
Le principali e più conosciute frodi nella vendita delle carni sono:
- Vendita di carni provenienti da animali ai quali sono state somministrate sostanze ad azione anabolizzante (steroidi, ormoni naturali come gli estrogeni, il progesterone, il testosterone, ormoni tireostatici, altre sostanze anabolizzanti come gli stilbenici ed i beta-agonisti). In questo caso le carni sono ricche di acqua e si riducono notevolmente dopo la cottura.
- Vendita di carni contenenti residui di medicinali utilizzati per la cura degli animali, il cui trattamento non è stato dichiarato o senza aver rispettato i tempi di sospensione prescritti prima della macellazione.
- Vendita di carni contenenti sostanze atte a migliorarne l'aspetto (solfiti).
- Vendita di carni della stessa specie ma di qualità diversa (bovino adulto per vitello).
- Vendita di tagli meno pregiati per tagli pregiati (es. lombata del quarto anteriore per lombata del quarto posteriore o filetto).

I primi tre esempi rappresentano quelle che possono essere definite frodi di tipo igienico-sanitario, che hanno l'aggravante di rappresentare anche un pericolo per la salute dei consumatori; gli ultimi due esempi, invece, sono frodi, che rientrano nel capitolo delle frodi nell'esercizio del commercio (art.515 Codice Penale).
Normalmente, non è possibile per il consumatore rilevare, con la semplice osservazione dei tagli in vendita, se la carne sia stata trattata in maniera illecita o provenga da animali trattati con sostanze vietate. La maggior parte di esse sono inodori e insapori e non alterano l'aspetto esteriore o la consistenza. È importante, quindi, che le carni provengano dai canali commerciali autorizzati.

## Aspetti nutrizionali

### Utilizzo di carne nelle diete: Paesi industrializzati e Paesi in via di sviluppo
La carne è tenuta in grande considerazione nella maggior parte delle comunità. Ha un valore di prestigio, è spesso considerata come l'alimento centrale intorno al quale pianificare i pasti.
I diversi tipi di carne sono spesso la base di occasioni festive e celebrative e in generale la carne è considerata come un alimento ad alto valore nutritivo sia dalla popolazione in generale, sia dalla comunità scientifica.
In questo momento c'è una notevole differenza di atteggiamento nei confronti della carne tra le popolazioni dei Paesi industrializzati e quelli in via di sviluppo.
In questi ultimi, dove la carne occupa un posto marginale nell'alimentazione, la stessa può essere presa come misura della qualità nutrizionale della dieta nel suo complesso. Quando una tipica dieta è fortemente dipendente da un solo tipo di cereale o di radici, la carne, anche in piccole quantità, integra l'alimento di base, fornendo una fonte relativamente ricca di ferro biodisponibile e migliorando l'assorbimento di ferro da altri alimenti. Inoltre, la sua composizione aminoacidica è complementare a quella di molti alimenti vegetali ed è una fonte concentrata di vitamine del gruppo B, tra cui la vitamina B12, che è assente nei cibi vegetali. Di conseguenza nei PVS c'è pressione per aumentare la disponibilità di prodotti a base di carne.
Nei paesi industrializzati, dove c'è abbondanza di cibo di ogni genere a buon mercato, la preoccupazione è nei confronti degli effetti potenzialmente pericolosi di un elevato apporto di cibi grassi saturi di origine animale, sullo sviluppo continuo delle normative in materia di igiene nei macelli e nei trattamenti successivi alla macellazione, sugli ormoni somministrati al bestiame, ecc. preoccupazioni che difficilmente si riscontrano nei Paesi in via di sviluppo.
Nei paesi industrializzati ci sono stati cambiamenti lenti ma continui nel corso degli anni sulle quantità relative dei diversi tipi di carne consumata (manzo, maiale, agnello, pollame) influenzati dal prezzo, dalla moda, dalla pubblicità, ecc. Negli ultimi anni, inoltre, un fattore importante è diventato quello salutistico: le preoccupazioni circa la salute pubblica nei paesi industrializzati, dove hanno avuto una forte ascesa le malattie cardiache, coronariche e altre "malattie del benessere" hanno portato a sostanziali variazioni nelle indicazioni dietetiche e raccomandazioni nutrizionali. Queste consigliano, in particolare, una riduzione del consumo di grassi, soprattutto acidi grassi saturi e, di conseguenza (anche se non sempre con fondamento), della carne rossa. Ciò ha portato, in alcuni settori di popolazione, a un relativo aumento del consumo di pollame e pesce a scapito della carne rossa. Ulteriore preoccupazione è quella relativa alla presenza nelle carni di pesticidi, residui di ormoni e fattori di crescita usati per aumentare le rese, nonché i timori nei confronti di malattie che possano essere trasmesse all'uomo attraverso le carni (si rammentino la sindrome della cosiddetta mucca pazza, l'influenza aviaria, ecc.). Infine, tra i fattori che hanno determinato una variazione dei costumi alimentari, soprattutto nei confronti della carne, è l'aumento, per diverse ragioni, del vegetarianismo.

### Composizione
La carcassa animale è costituita da muscoli, tessuto connettivo, grasso, ossa e acqua in proporzioni di circa il 75%, a seconda della specie, razza, taglia, età, ecc. La variabile meno costante nella composizione della carcassa è la quantità di grasso, che può variare dal 2% in alcuni animali allo stato brado, fino all'8-18% negli animali domestici da allevamenti intensivi.
Composizione approssimativa del muscolo scheletrico dei mammiferi
Percentuale in base al peso da crudo
| Nutriente                                            |                                                                                        | % parziale             | % totale |
| ---------------------------------------------------- | -------------------------------------------------------------------------------------- | ---------------------- | -------- |
| ACQUA (min 65, max 80)                               | ACQUA (min 65, max 80)                                                                 | ACQUA (min 65, max 80) | 75,0     |
| PROTEINE (min 16, max 22)                            | Miofibrillare                                                                          | 9,5                    |          |
| PROTEINE (min 16, max 22)                            | Miosina                                                                                | 5,0                    |          |
| PROTEINE (min 16, max 22)                            | Actina                                                                                 | 2,0                    |          |
| PROTEINE (min 16, max 22)                            | Tropomiosina                                                                           | 0,8                    |          |
| PROTEINE (min 16, max 22)                            | Troponina                                                                              | 0,8                    |          |
| PROTEINE (min 16, max 22)                            | Proteina M                                                                             | 0,4                    |          |
| PROTEINE (min 16, max 22)                            | Proteina C                                                                             | 0,2                    |          |
| PROTEINE (min 16, max 22)                            | a-Actinina                                                                             | 0,2                    |          |
| PROTEINE (min 16, max 22)                            | b-Actinina                                                                             | 0,1                    |          |
| PROTEINE (min 16, max 22)                            | Sarcoplasmatica                                                                        | 6,0                    | 18,5     |
| PROTEINE (min 16, max 22)                            | Sarcoplasmatica solubile e proteine mitocondriali                                      | 5,5                    |          |
| PROTEINE (min 16, max 22)                            | Mioglobina                                                                             | 0,3                    |          |
| PROTEINE (min 16, max 22)                            | Emoglobina                                                                             | 0,1                    |          |
| PROTEINE (min 16, max 22)                            | Citocromi e flavoproteine                                                              | 0,1                    |          |
| PROTEINE (min 16, max 22)                            | Stroma                                                                                 | 3,0                    |          |
| PROTEINE (min 16, max 22)                            | Collagene e reticolina                                                                 | 1,5                    |          |
| PROTEINE (min 16, max 22)                            | Elastina                                                                               | 0,1                    |          |
| PROTEINE (min 16, max 22)                            | Altre proteine insolubili                                                              | 1,4                    |          |
| Lipidi (min 1,5, max 13)                             | Lipidi neutri (min 0,0 max 1,5)                                                        | 1,0                    |          |
| Lipidi (min 1,5, max 13)                             | Fosfolipidi                                                                            | 1,0                    | 3,0      |
| Lipidi (min 1,5, max 13)                             | Cerebrosidi                                                                            | 0,5                    |          |
| Lipidi (min 1,5, max 13)                             | Colesterolo                                                                            | 0,5                    |          |
| SOSTANZE AZOTATE NON PROTEICHE                       | Creatina e creatinfosfato                                                              | 0,5                    |          |
| SOSTANZE AZOTATE NON PROTEICHE                       | Nucleotidi (ATP, ADP, ecc.)                                                            | 0,3                    |          |
| SOSTANZE AZOTATE NON PROTEICHE                       | Aminoacidi liberi                                                                      | 0,3                    |          |
| SOSTANZE AZOTATE NON PROTEICHE                       | Peptidi (anserina, carnosina, ecc.)                                                    | 0,3                    | 3,0      |
| SOSTANZE AZOTATE NON PROTEICHE                       | Altre sostanze non proteiche (creatinina, urea, inosina monofosfato, ecc.)             | 0,1                    |          |
| CARBOIDRATI E SOSTANZE NON AZOTATE (min 0,5 max 1,5) | Glicogeno                                                                              | 0,8                    |          |
| CARBOIDRATI E SOSTANZE NON AZOTATE (min 0,5 max 1,5) | Glucosio                                                                               | 0,1                    | 1,0      |
| CARBOIDRATI E SOSTANZE NON AZOTATE (min 0,5 max 1,5) | Prodotti intermedi e del metabolismo cellulare                                         | 0,1                    |          |
| COSTITUENTI INORGANICI                               | Potassio e Fosforo totale                                                              | 0,3                    |          |
| COSTITUENTI INORGANICI                               | Fosfati e fosforo inorganico                                                           | 0,2                    |          |
| COSTITUENTI INORGANICI                               | Solfuri (inclusi solfati)                                                              | 0,2                    | 1,0      |
| COSTITUENTI INORGANICI                               | Cloro                                                                                  | 0,1                    |          |
| COSTITUENTI INORGANICI                               | Sodio                                                                                  | 0,1                    |          |
| COSTITUENTI INORGANICI                               | Altri (inclusi magnesio, calcio, ferro, cobalto, rame, zinco, nichel, manganese, ecc.) | 0,1                    |          |

Per quanto riguarda la presenza di vitamine nei principali tipi di carne (Valori per 100 gr di tagli di parte magra):
| Tipo di carne | Vitamina B1 (mg.) | Vitamina B2 (mg) | Vitamina PP (mg) | Note   |
| ------------- | ----------------- | ---------------- | ---------------- | ------ |
| Bue           | 0,12              | 0,17             | 4,50             | [ 24 ] |
| Manzo         | 0,09              | 0,19             | 4,70             | [ 25 ] |
| Vitello       | 0,13              | 0,16             | 0,60             | [ 26 ] |
| Pollo         | 0,10              | 0,13             | 4,40             | [ 27 ] |
| Tacchino      | 0,13              | 0,11             | 8,00             | [ 28 ] |
| Agnello       | 0,12              | 0,20             | 4,90             | [ 29 ] |
| Capretto      | 0,32              | 0,10             | 6,00             | [ 30 ] |

### Modificazioni apportate dalla cottura
Si considerano cotti i prodotti carnei nei quali il centro del prodotto è mantenuto a una temperatura di 65-70 °C per almeno 10 minuti, tempo sufficiente a coagulare le proteine e la carne si intenerisce per idrolisi parziale del collagene. Il completamento del processo di cottura è generalmente indicato da un cambiamento di colore dal rosso al bruno (o dal rosso al rosa in prodotti stagionati) e il sapore è più concentrato. Il processo di cottura comporta alcune variazioni:
- Perdita di acqua: l'acqua viene persa durante la cottura, in quantità variabile a seconda del tempo, temperatura, metodo di cottura, dimensioni del campione, penetrazione del calore e composizione, portando a un aumento della concentrazione di grassi e proteine. La perdita di acqua comporta anche una perdita di vitamine solubili in acqua, sali minerali e proteine nei succhi, ma solo di una parte minore rispetto al totale presente (considerando, inoltre, che nella maggior parte dei procedimenti di cottura i succhi sono solitamente consumati con la carne).
- Perdita di grassi: la cottura determina una perdita del grasso in particolare di grasso saturo. Anche con la frittura vi è una perdita di grasso in quanto la massa muscolare magra non assorbe il grasso di cottura. Quando la carne viene cotta alla griglia, cioè dal calore radiante, si ha una forte riduzione di acqua e di grassi, riducendo il grasso totale e aumentando la concentrazione delle proteine. Purtroppo la cottura denatura le vitamine in particolare la tiamina (vitamina B1) che è una delle vitamine più sensibili. Le perdite di tiamina sono stimate in percentuale del 10-40% in ebollizione, 40-50% per la frittura, 30-60% per la tostatura e il 50-70% nelle carni conservate e stagionate. La cottura determina la perdita di riboflavina (vitamina B2) in media di circa il 10%. La riboflavina è relativamente stabile per la maggior parte delle pratiche di cucina (esclusa l'alta temperatura di tostatura) e per l'inscatolamento e la disidratazione. È danneggiata dall'essiccazione al sole e in qualsiasi condizione alcalina. Ci sono meno informazioni attendibili su altre vitamine del gruppo B [23].

### Qualità nutrizionali
È chiaro che la carne non è indispensabile nella dieta, come testimonia il gran numero di vegetariani che hanno una dieta nutrizionalmente adeguata, ma è altrettanto vero che l'assunzione di prodotti di origine animale rende più facile il raggiungimento delle dosi giornaliere di diversi nutrienti: infatti la carne costituisce una fonte relativamente ricca di ferro ben assorbibile e migliora l'assorbimento del ferro degli altri alimenti, la sua composizione di aminoacidi è complementare a quella di molti cibi vegetali ed è una fonte concentrata di vitamine del gruppo B, compresa la vitamina B12, che è assente nei cibi vegetali.
Il fegato poi è una fonte molto ricca di vitamina A (oltre che di ferro).

## Problemi di salute associati al consumo di carne
La carne, con modalità sempre crescenti nel corso degli anni, è stata associata a diversi tipi di patologie (in particolare le carni rosse, di manzo, vitello, agnello, maiale). Uno studio epidemiologico prospettico su oltre mezzo milione di persone ha associato al consumo di carni rosse e carni processate (insaccati, prosciutto, hamburger, carne in scatola, ecc.) un modesto incremento della mortalità in generale, e in particolare per cancro e malattie cardiovascolari. Tale incremento deve rilevarsi anche con consumi di carne relativamente bassi (25 g al giorno).
Nel mese di ottobre 2015 22 scienziati l'International Agency for Research on Cancer (Iarc) dell'Oms provenienti da 10 Paesi si sono incontrati nella sede di Lione per discutere la cancerogenicità del consumo di carne rossa e di carne lavorata. Il 26 ottobre è stato pubblicato un report su Lancet Oncology, e lo IARC ha inserito le carni lavorate nel gruppo 1, ovvero fra le sostanze sicuramente cancerogene (come il fumo e il benzene) e le carni rosse tra quelle «probabilmente cancerogene». Tra le carni rosse troviamo la carne bovina (vitellone, manzo, bue e vacche), carne equina (di cavallo o puledro), carne ovina, carne suina e caprini adulti. Per "carni lavorate" lo studio IARC intende le carni che hanno subito un processo di trasformazione attraverso salatura, stagionatura, fermentazione, affumicatura o altri processi per migliorare il sapore e la conservazione. Esempi di carne lavorata sono: würstel, prosciutto, salsicce, carne in scatola, carne secca e le preparazioni a base di carne. Secondo il rapporto dell'Oms il consumo di 50 grammi di carne lavorata al giorno - pari a due fette di bacon - aumenterebbe del 18% le probabilità di sviluppare un cancro al colon-retto.
La digestione nell'intestino può produrre solfito di idrogeno che danneggia il microbioma intestinale.

## Problemi etici e ambientali associati al consumo di carne

### Etica religiosa
Il consumo di carne è oggetto di prescrizioni e divieti in varie religioni: Ebraismo (il Casherut), Islam (il divieto di consumare carne di maiale), Induismo (il divieto di consumare ovini, ritenuti animali sacri), Cristianesimo. Sin dai Padri della Chiesa, è vietato il consumo di carne immersa nel sangue dell'animale, mentre è consentita una dieta onnivora come quella di Noè durante il diluvio universale. San Paolo, nella Prima lettera ai Corinzi raccomanda di evitare la carne degli animali che usualmente venivano sacrificati agli idoli.

### Fame e consumo di carne
La continua crescita della popolazione e dei consumi implica che la domanda di cibo crescerà almeno fino al 2053. La crescente competizione per la terra, l'acqua e l'energia coinvolgerà la capacità e le modalità di produrre cibo, il che richiede di ridurre urgentemente l'impatto del sistema alimentare sull'ambiente. Nel 2010 c'erano circa 7 miliardi di abitanti nel mondo, dei quali si stima che 925 milioni soffrissero la fame, pari al 13,1%. La principale causa della fame è la cattiva divisione tra risorse prodotte e risorse consumate: il comparto agricolo produce quantità di cibo sufficienti a garantire almeno 2.720 kilocalorie (kcal) a persona al giorno, ma nonostante questo, 1 su 7 soffre la fame.La dieta di eccessi tipica dei paesi industrializzati, incluso l'elevato consumo di carne, ha un ruolo non secondario in questo quadro: diversi studi hanno previsto una crescita del consumo pro capite annuo di carne, dagli attuali 32 kg ai 52 kg a metà del secolo. Nei paesi con redditi elevati si è già a questo livello. Tuttavia, l'incremento del consumo di carne potrebbe avere serie ripercussioni sulla competizione per il suolo, acqua e sugli altri beni utilizzati per l'allevamento; ciò potrebbe limitare la sostenibilità delle produzioni. Le diete a base di grandi quantitativi di carne danno un contributo determinante all'aumento della richiesta di terreno per l'agricoltura: secondo la FAO, di tutte le terre emerse non coperte dai ghiacci, il 26% sono adibite a pascolo, mentre il 12% ad uso agricolo, ma il 35% della produzione agricola (circa 1/3) viene utilizzato come mangime per animali, portando così il consumo di suolo per la produzione di carne al 30% del totale delle terre emerse non coperte da ghiacci, e quello per la produzione di vegetali ad uso umano solo all'8%. 
Quindi, nonostante la carne rappresenti solo il 15% della dieta totale degli abitanti del pianeta, per la sua produzione vengono utilizzati approssimativamente l'80% del totale dei terreni utilizzati per la produzione di cibo, con un rapporto negativo tra calorie consumate e calorie prodotte. La comunità scientifica da anni studia il fenomeno e consiglia cambiamenti negli stili di vita, compresa la riduzione del consumo di carne.
Secondo i redattori del programma televisivo Scala Mercalli, l'elevato consumo di carne dei paesi industrializzati sarebbe una delle più gravi cause di degrado ambientale su scala mondiale.

### Ruolo del consumo di carne sull'effetto serra
L'opinione pubblica viene sempre più allertata sul fatto che l'attività agricola, specialmente l'allevamento, è responsabile di circa un quinto delle emissioni totali di gas-serra e per questo contribuirebbe ai cambiamenti climatici e ai conseguenti effetti avversi sulla salute, compresa la minaccia per le produzioni alimentari in diversi Paesi. Le emissioni di gas serra dal settore agricolo contribuiscono per circa il 22% del totale delle emissioni, vale a dire quanto l'industria e più dei trasporti. Di questa quota, l'80% è dovuto all'allevamento e al trasporto degli animali da macello, vale a dire che il solo consumo di carne sarebbe responsabile di oltre 1/6 dell'effetto serra. Ciò in quanto il metano e il perossido di azoto, associati alle produzioni animali, contribuiscono al riscaldamento molto più di quanto non faccia l'anidride carbonica.
Su questo stesso argomento, la rivista di divulgazione scientifica New Scientist riporta uno studio condotto in Giappone, il quale evidenzia come un chilogrammo di manzo sia responsabile di maggiori emissioni di gas serra di quante ne produca il guidare l'auto per 3 ore lasciando contemporaneamente tutte le luci accese in casa.
Lo stesso studio, come altri, evidenzia come l'allevamento del bestiame, oltre a essere uno dei maggiori contributori alle emissioni antropogeniche di gas serra, è il principale responsabile della nitrificazione e acidificazione dei suoli attraverso la dispersione di grandi quantità di ammoniaca, per cui si rende necessario considerare fonti alternative di proteine rispetto a quelle animali.
Secondo Rajendra Pachauri, Premio Nobel per la pace 2007 e due volte direttore dell'Intergovernmental Panel on Climate Change, le persone dovrebbero trascorrere almeno un giorno alla settimana senza carne – se volessero davvero contribuire con un efficace sacrificio personale a combattere i cambiamenti climatici – e successivamente ridurre ulteriormente il consumo di carne.

## Critiche al consumo di carne

### Condizioni di allevamento
Molte critiche si basano sulle aberranti condizioni dell'allevamento intensivo (limitato spazio disponibile per capo, ricorso a lettiere permanenti o a pavimenti fessurati, utilizzo marginale di fieno ed erba) e sulla presenza di sostanze potenzialmente dannose come residui ai consumatori (estrogeni, tireostatici, betabloccanti e altre sostanze, per altro illegali).

### Costo energetico dell'allevamento
Elevato è il costo energetico per la produzione di carne:per un kg di carne occorrono, in larga approssimazione, da 2 kg di concentrati, per i monogastrici (come pollame, suini e specie ittiche) a circa 6, nel caso dei ruminanti. Poiché i concentrati sono composti in alte percentuali di cereali e soia, direttamente utilizzabili nell'alimentazione umana, il loro utilizzo per l'ingrasso del bestiame risulta fortemente penalizzante delle disponibilità alimentari ed energetiche complessive per la popolazione umana. Sempre in larga approssimazione si può calcolare che con un kg di carne bovina una persona possa vivere un giorno, mentre con i 6 kg di cereali e soia consumati per produrla possa viverne sei.
L'allevamento di bestiame genererebbe, secondo la FAO, quasi un quinto del gas serra mondiale, più dei trasporti.

## Carni non risultanti dalla macellazione di animali

### Carne vegetale
Per carne vegetale (detta anche fake meat) s'intende un gruppo di alimenti altamente proteici ma esclusivamente strutturati da ingredienti ricavati dai vegetali, che spesso imitano il sapore della carne tradizionale. La prima azienda che ha prodotto carne vegetale è stata Beyond Meat, una start up statunitense che ha incominciato nel 2009 a produrla.
Tale tipo di carne può essere stampata in 3D e comprende anche la produzione di pesce vegetale (detto anche fake fish).

### Carne coltivata
Una ricerca ha evidenziato che l'esposizione di 10 minuti a un campo magnetico modulato da parte delle cellule staminali miogene presenti nel muscolo scheletrico e nel tessuto del midollo osseo, porta al rilascio di una miriade di molecole che fanno parte della secrezione muscolare. Il campo magnetico stimola tale secrezione. Queste sostanze presentano proprietà rigenerative, metaboliche, antinfiammatorie e di stimolazione del sistema immunitario, che sono necessarie per la crescita e la sopravvivenza delle cellule all'interno dei tessuti.